# 미라이보루/Chai Maxx
미라이보루/Chai Maxx(일본어: ミライボウル/Chai Maxx)는 모모이로 클로버의 세 번째 싱글이다(인디즈・한정출하를 더하면 통산 7번째). 2011년 3월 9일에 킹 레코드를 통해 발매되었다.

## 개요
2010년 12월 24일에 모모이로 클로버가 일본 청년관에서 첫 홀 라이브를 했을 때 공개되었다. 뮤직 비디오는 뮤지컬을 도입한 형식이 되었고 모모타 카나코 이외에 모두 남장을 했다. 하야미 아카리는 이 싱글을 마지막으로 모모이로 클로버를 탈퇴하였다.

## 수록곡

### 초회한정반
1. ミライボウル [4:25]
작사：村野直球, 작곡：햐다인・오스미 토모타카　편곡：NARASAKI
2. Chai Maxx [4:34]
작사：다다노 나츠미, 작곡・편곡：요코야마 마사루
3. ミライボウル（off vocal ver.）
4. Chai Maxx（off vocal ver.）

DVD
- A：ミライボウル（뮤직 비디오）, FLASH 애니메이션「週末お届け! ももクロ便 〜不毛な戦い篇〜」
- B：Chai Maxx（뮤직 비디오）, FLASH 애니메이션「週末お届け! ももクロ便 〜便利な届け物篇〜」

### 통상반
1. ミライボウル
2. Chai Maxx
3. 全力少女 [4:26]
가사：琴織・햐다인, 작곡：치바 나오키・michitomo, 편곡：michitomo
4. ミライボウル（off vocal ver.）
5. Chai Maxx（off vocal ver.）
6. 全力少女（off vocal ver.）

## 타이업
- ミライボウル - TV 애니메이션 《드래곤 크라이시스!》 엔딩곡
- Chai Maxx - TV 아사히 《오네가이!랭킹》 3월 엔딩곡